# Dipturus healdi
Dipturus healdi és una espècie de peix de la família dels raids i de l'ordre dels raïformes.

## Morfologia
- Els mascles poden assolir 58,7 cm de longitud total i les femelles 72,3.[4]

## Hàbitat
És un peix marí, d'aigües profundes i demersal que viu entre 304-520 m de fondària.

## Distribució geogràfica
Es troba a l'oceà Índic oriental: Austràlia Occidental.

## Observacions
És inofensiu per als humans.